# Rooibos
Rooibos (Aspalathus linearis) is een plant uit de vlinderbloemenfamilie (Leguminosae). De plant komt van nature voor als fynbos in de omgeving van de Cederberg (Zuid-Afrika). De soort wordt gekweekt voor de vervaardiging van een op thee lijkende drank. Sinds circa 1930 wordt de plant voor dit doel gekweekt. De bladeren van de plant worden geplukt, gestampt en in de zon ter oxidatie gelegd. In de laatste fase verkrijgt de rooibos haar roodbruine kleur.
De naam rooibos is samengesteld uit de Afrikaanse woorden rooi (Ned.: rood) en bos en zo genoemd omdat de geoxideerde bladeren van de struik een roodachtige kleur hebben.
In Zuid-Afrika wordt rooibos al duizenden jaren door de lokale bevolking gebruikt als middel tegen allerlei huidproblemen. Het verzacht de huid en zorgt voor verlichting bij jeuk en huidirritaties als eczeem, acne, zonnebrand en allergische reacties. Minder bekend in Europa is dat rooibos ook in huidverzorgingsproducten is verwerkt. Rooibos is een uitstekende basis voor huidverzorging door de anti-inflammatoire, huidverzachtende en antimicrobiële werking.

## Aftreksel
Thee van rooibos is een kruidenthee. In tegenstelling tot de echte thee bevat rooibos geen cafeïne en bijna geen tannine, die in gewone thee verantwoordelijk is voor de iets bittere smaak. Rooibosthee heeft antioxidanten zoals vitamine C, calcium en ijzer. De drank zou volgens de liefhebbers licht ontspannend werken. Rooibos zou goed zijn voor het slapen gaan. Ook zou de drank helpen tegen verschillende kwalen, zoals hooikoorts, astma, allergieën, maagklachten, acne en eczeem. In Zuid-Afrika wordt koude rooiboskruidenthee aan baby's gegeven die last van darmkrampen hebben.
Er zitten enkele stoffen in die de rooibos een wat branderige smaak geven. Het verdient de aanbeveling het theezakje eerst even in een beetje heet water onder te dompelen en dit eerste water weg te gooien en daarna de rooibos geruime tijd, iets langer dan thee, te laten trekken. Een andere mogelijkheid is om de rooibos in het koude water te doen en mee te laten koken.
Tijdens de apartheid werd rooibos onder de naam Massai-thee geëxporteerd om economische sancties tegen Zuid-Afrika te omzeilen.

## Wetenschappelijke bevindingen
Wetenschappelijke bevindingen uit onderzoek van het effect bij mensen suggereren dat rooibosconsumptie aantoonbaar de lipidenprofielen verbetert, de antioxidantstatus verhoogt en de bloedglucosewaarden verlaagt bij zowel ogenschijnlijk gezonde personen als individuele personen met een verhoogd risico of met een chronische aandoening. Er kan dus worden aangenomen dat rooibosthee enige gezondheidsvoordelen biedt, maar deze bevindingen zijn gebaseerd op een beperkt aantal menselijke interventiestudies en een kleine totale steekproefomvang.

## Referenties

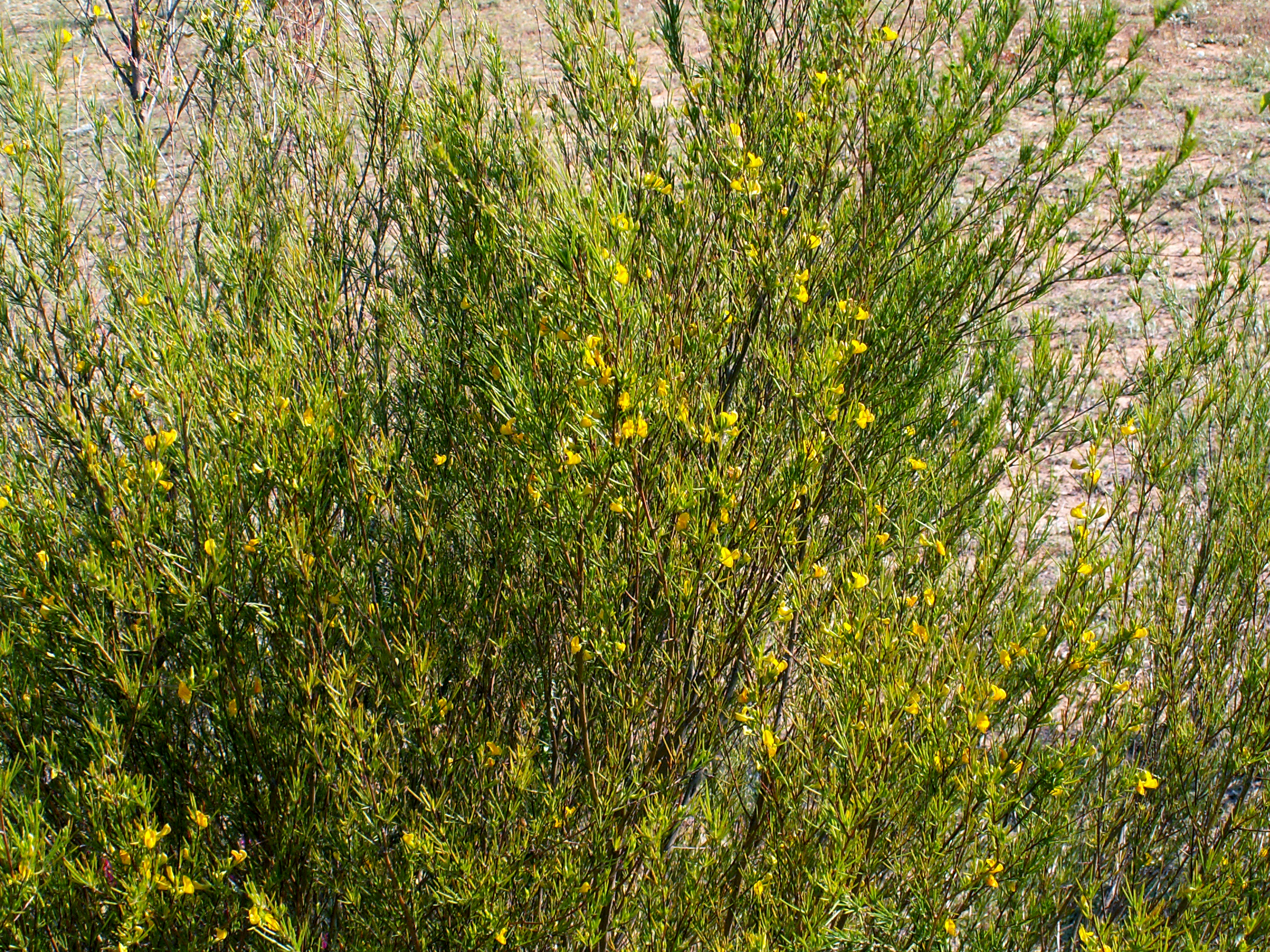
Rooibosplant Clanwilliam Zuid-Afrika
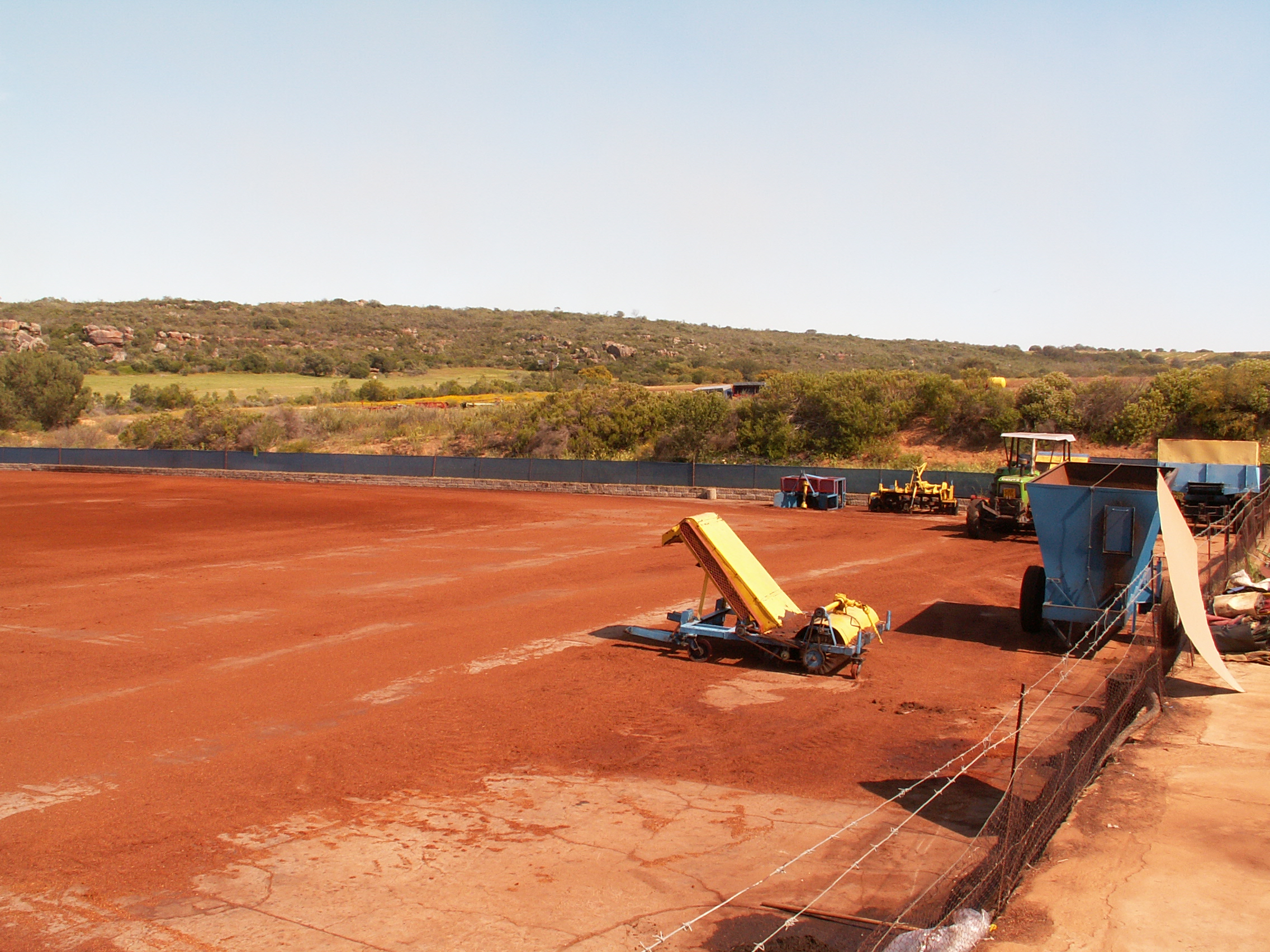
Droogveld
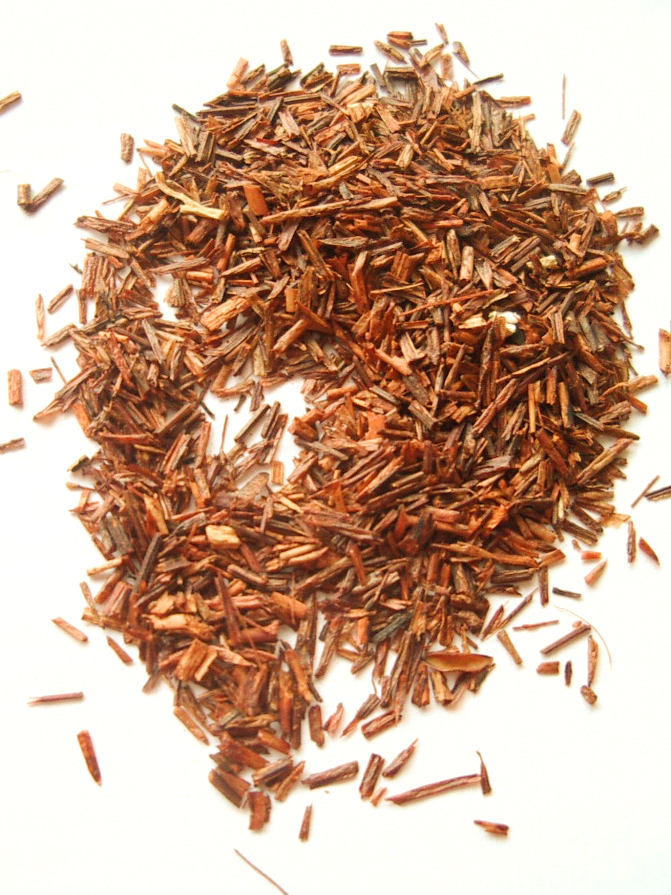
Losse rooibos, gebruikt voor een op thee gelijkende drank
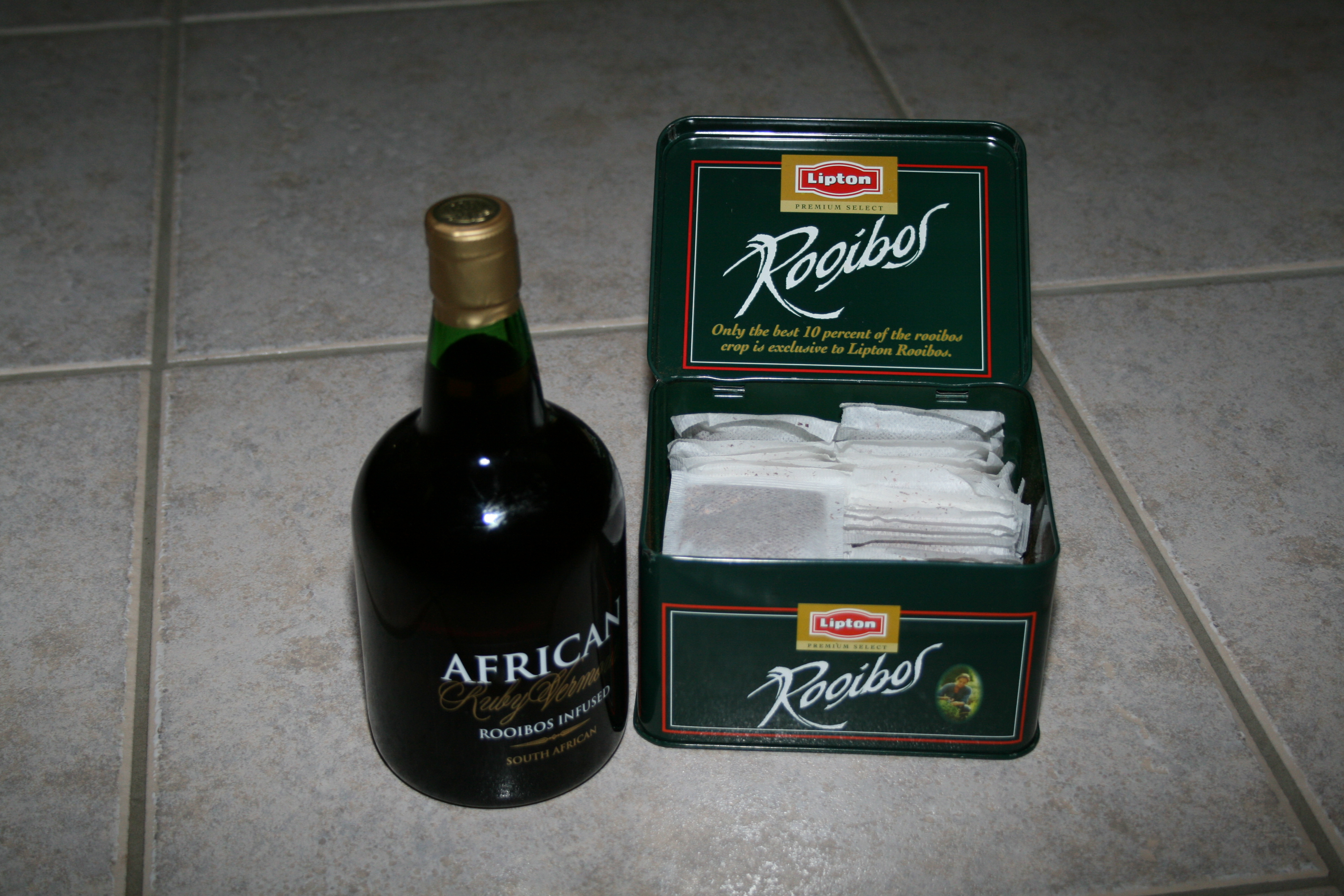
Rooibos geïnfuseerde vermout en een trommel met theezakjes rooibos
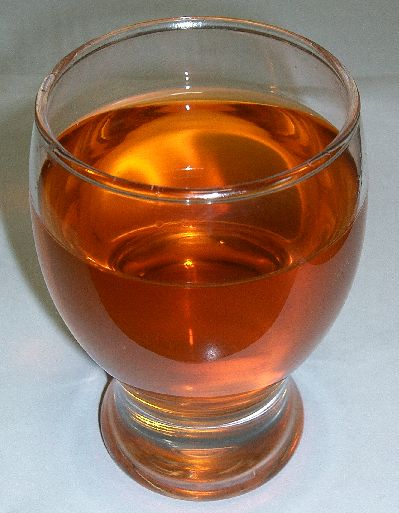
Rooibosthee